# Colydium bicoloratum
Colydium bicoloratum là một loài bọ cánh cứng trong họ Zopheridae. Loài này được Blatchley miêu tả khoa học năm 1925.